# Pyrola minor
El peralito menor   (Pyrola minor) es una especie de la familia de las ericáceas.

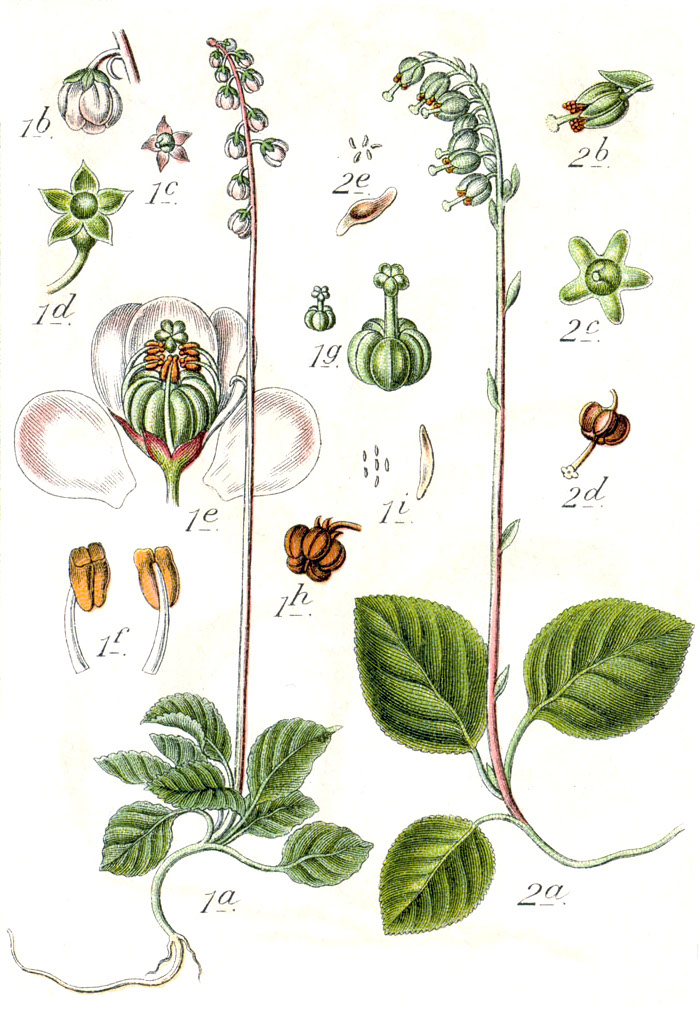
Ilustración

## Descripción
Planta perenne, glabra, de hasta 20 cm o más, con hojas ampliamente elípticas, normalmente de dientes roms, con pecíolos más cortos que la lámina, en una roseta. Flores blancas o rosa lilas, globulares de 5-7 mm, en una inflorescencia espiciforme terminal. Estilo corto, recto, incluido en los pétalos. Florece en primavera y verano.

## Hábitat
Bosques, páramos, suelos ricos en humus.

## Distribución
Toda Europa, excepto Portugal y Turquía

## Taxonomía
Pyrola minor fue descrita por Carlos Linneo y publicado en Species Plantarum 1: 396. 1753.
Etimología
Pyrola: nombre genérico que deriva del latín y significa "pequeña pera", en referencia a la forma de sus hojas.
minor: epíteto latíno que significa "el más pequeño".
Sinonimia
- Amelia minor (L.) Alef.
- Braxilia minor (L.) House
- Braxilia parvifolia Raf.
- Erxlebenia minor (L.) Rydb.
- Erxlebenia rosea Opiz
- Pyrola conferta Fisch. ex Cham. & Schlecht.[5]

## Nombre común
- Castellano: peralito (2), peralito menor, pirola, pírola.